# Ayoub Sørensen
Ayoub Ahmani Sørensen (* 12. April 1988 in Casablanca) ist ein dänischer Fußballspieler marokkanischer Herkunft.

## Karriere
Ayoub Sørensen zog mit sieben Jahren mit seiner Familie aus Marrakesch, Marokko nach Dänemark. In Dänemark spielte Sørensen zunächst in der Jugend beim Kopenhagener Verein BK Frem. Im Jahr 2005 wechselte er zu Brøndby IF. Zur Saison 2006/07 schloss er sich dem in der dänischen 1. Division spielenden Hvidovre IF an. Bei HIF spielte er seine erste professionelle Saison, bevor er zum Lyngby BK ging. Im Sommer 2013 schloss er sich SønderjyskE an. Im Jahr 2016 legte er eine längere Pause ein. Seit 2019 spielt er wieder für Frem.
Im Jahr 2008 erhielt er aufgrund seiner Herkunft seine erste Einladung zur marokkanischen U-20-Fußballnationalmannschaft.

## Erfolge
Lyngby BK
- Aufstieg in die Superliga: 2010